# Rudolf von der Schulenburg
Rudolf Wilhelm von der Schulenburg (ur. 29 lipca 1860 w majątku Ramstedt koło Wolmirstedt w Saksonii, zm. 13 stycznia 1930 w majątku Schricke koło Wolmirstedt) – pruski polityk.

## Życiorys
Pochodził ze szlacheckiej rodziny von Schulenburg, o której pierwsza wzmianka pochodzi z 1237 roku. Był synem pruskiego podkomorzego królewskiego Wernera von Schulenburga (1823–1889) oraz baronówny Amalii von Maltzahn (1830–1930).
Z wykształcenia prawnik. W latach 1894–1902 był landratem powiatu Oschersleben, a w okresie 1903–1914 prezydentem rejencji poczdamskiej. Od 1914 do 1917 roku był nadprezydentem prowincji Brandenburgia, potem do 1919 roku nadprezydentem  prowincji Saksonia. W latach 1914–1918 członek pruskiej Izby Panów.